# Newcastle (Dublin Południowy)
Newcastle (irl. An Caisleán Nua), Newcastle-Lyons – wieś w hrabstwie Dublin Południowy w Irlandii, 20 km na południowy zachód od Dublina.